# Eucyclops dubius
Eucyclops dubius – gatunek widłonoga z rodziny Cyclopidae. Opisał go w 1909 roku norweski hydrobiolog Georg Ossian Sars, nadając mu nazwę Cyclops dubius. Miejsce typowe to zatoka Anchorage Bay w południowej części afrykańskiego jeziora Niasa.